# Severin Eisenberger
Severin Eisenberger (polonais : Seweryn Eisenberger), né le 25 juillet 1879 à Cracovie (Galicie, Autriche), mort le 11 décembre 1945 à New York, est un pianiste né polonais et un pédagogue.

## Biographie
Eisenberger a étudié auprès de Heinrich Ehrlich à Berlin et de Teodor Leszetycki à Vienne. Il a débuté en concert à l'âge de 10 ans à Cracovie en jouant le Concerto de piano no 2 en si bémol majeur de Beethoven. Après s'être installé aux États-Unis en 1928, il a enseigné au College-Conservatory of Music de Cincinnati, tout en poursuivant une activité très soutenue de concertiste. Eisenberger a souvent joué avec de nombreux orchestres parmi les plus renommés au monde, dont l'Orchestre de Cleveland. Ses concerts incluaient en particulier des cycles des 32 Sonates de Piano de Beethoven.
Eisenberger a fait de nombreux enregistrements sous le label Pearl and Arbiter records, dont le Concerto de  Piano en la mineur de Grieg  et le 2e Concerto de piano en fa mineur de Chopin  (enregistré vers 1938). Eisenberger a déclaré avoir joué le concerto de Grieg sous la direction du compositeur.
De nombreux élèves d'Eisenberger ont poursuivi des carrières en tant que pianistes concertistes, compositeurs et enseignants, et parmi eux Lili Kraus, Heinrich Kaminski, Sylvia Straus Heschel, Herbert Haufrecht, et Vivien Harvey Slater, son assistante d'enseignement jusqu'en 1945, qui plus tard a enregistré cinq disques avec la musique du professeur de Teodor Leszetycki, Carl Czerny.
La fille d'Eisenberger est Agnes Eisenberger, imprésario, et éditrice de The Brahms Notebooks.

## Source
- (en) Cet article est partiellement ou en totalité issu de l’article de Wikipédia en anglais intitulé « Severin Eisenberger » (voir la liste des auteurs).